# Болотница пятицветковая
Болотница пятицветковая, или Болотница малоцветковая (лат. Eleocharis quinqueflora), — вид травянистых растений рода Болотница (Eleocharis) семейства Осоковые (Cyperaceae).

## Ботаническое описание

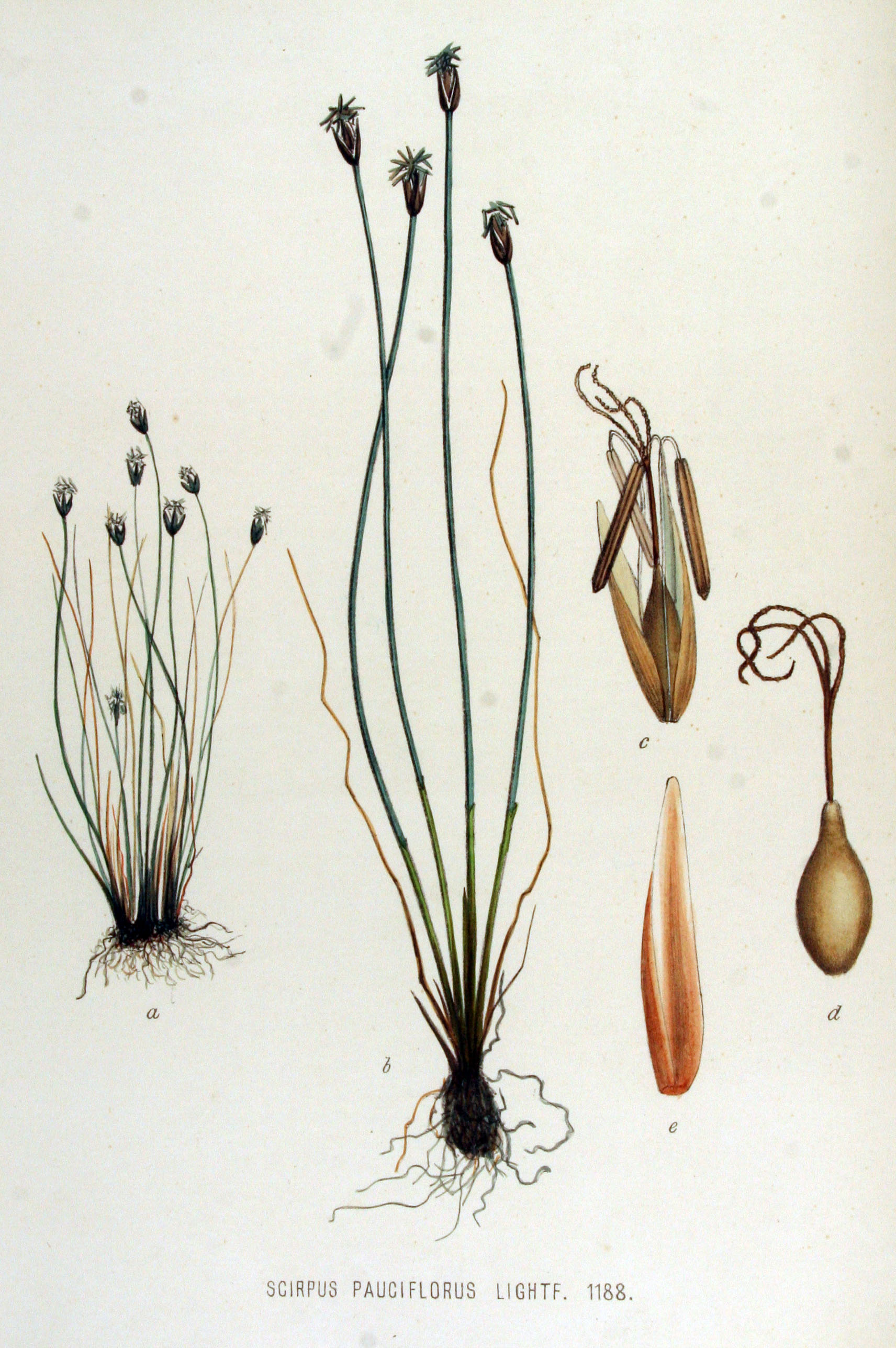

Многолетние травянистые растения, 5—30 (40) см высотой; с тонкими, ползучими корневищамии плотными пучками вертикальных побегов. Стебли прямые или восходящие, тонкие, серовато-зелёные или сизовато-зелёные, слабобороздчатые или округло-ребристые, (3) 5—15 (30) см высотой. Листьев в нижней части стебля два, влагалищевидные, буроватые или красноватые; верхние листья травянистые, в верхней части зелёные, в нижней части буроватые, 2—4 см длиной.
Колоски яйцевидные или шаровидные, коричневые или красновато-бурые, (3) 4—7 (8) мм длиной, 1—4 мм шириной, с (2) 3—7 (9) цветками; нижняя чешуя охватывает колосок, тупая или острая, буроватая, длина её от половины до почти целой длины колоска; стерильных чешуй нет; околоцветные чешуи яйцевидно-ланцетные, острые, бурые или каштановые, без срединной светлой полоски, с широким гиалиновым краем (иногда кроме узкой средней части вся чешуя гиалиновая), редко гиалиновый край узкий. Плод серый, обратнояйцевидный, 1,8—2,7 мм длиной; стилоподий узкий, игольчатый или остро-треугольный, длина его от ¼ (редко меньше) до ½ длины плода; околоцветных щетинок 5—6, обычно короче, реже равных или длиннее плода, желтовато-коричневые, с частыми, вниз направленными зубцами. Цветение в июне—августе, плодоношение в июле—августе.

## Распространение и экология
Ареал охватывает значительную часть Северного полушария. В мире: Северная, Средняя и Восточная Европа, Северная Африка, запад Северной Америки. В России: Европейская часть, Северный Кавказ, юг Западной и Восточной Сибири, Дальний Восток (Камчатка, Командорские острова).
Низкотравные болотистые берега водоёмов, каменистые отмели, бечевники, иногда обводненные участки прибрежий. Растет по ключевым болотам и в местах выхода грунтовых вод по берегам рек. Предпочитает засоленные почвы и места близкого залегания карбонатных пород.

## Охрана
Вид внесён в Красные книги некоторых субъектов России:
- Республика Коми (охраняется в Печоро-Илычском заповеднике, национальном парке «Югыд ва», заказнике «Пижемский»)[1];
- Республика Татарстан (другие меры охраны, помимо занесения в Красную книгу, отсутствуют)[2];
- Чувашская республика (другие меры охраны, помимо занесения в Красную книгу, отсутствуют)[3];
- Камчатский край (охраняется в заповеднике «Кроноцкий» и природном парке «Налычево»)[4];
- Вологодская область (охраняется на территории памятника природы «Андомский геологический разрез»)[5];
- Костромская область (другие меры охраны, помимо занесения в Красную книгу, отсутствуют)[6];
- Московская область (другие меры охраны, помимо занесения в Красную книгу, отсутствуют)[7];
- Новгородская область (охраняется на территории памятников природы «Раменские луга» и «Долина реки Батутинка и низинные болота в её бассейне»)[8];
- Тверская область (другие меры охраны, помимо занесения в Красную книгу, отсутствуют)[9].

## Синонимы
- Baeothryon halleri (Vill.) T.Nees
- Baeothryon pauciflorum (Lightf.) A.Dietr.
- Clavula boeotryon (L.f.) Dumort.
- Cyperus pauciflorus (Lightf.) Missbach & E.H.L.Krause
- Eleocharis atacamensis Phil.
- Eleocharis baeothryon (L.f.) Nees
- Eleocharis baeothryon Schult.
- Eleocharis czernjajevi Zoz
- Eleocharis fernaldii (Svenson) Á.Löve
- Eleocharis meridionalis Zinserl.
- Eleocharis obscura T.Koyama
- Eleocharis pauciflora (Lightf.) Link
- Eleocharis pauciflora var. fernaldii Svenson
- Eleocharis quinqueflora subsp. fernaldii (Svenson) Hultén
- Eleocharis quinqueflora subsp. meridionalis (Zinserl.) T.V.Egorova
- Eleocharis vierhapperi Bojko
- Isolepis andina Phil.
- Limnochloa baeothryon (L.f.) Rchb.
- Limnochloa pauciflora (Lightf.) Peterm.
- Scirpus atacamensis (Phil.) Kuntze
- Scirpus baeothryon L.f.
- Scirpus campestris Rottb.
- Scirpus cespitosus Pollich
- Scirpus graecus Quézel & Contandr.
- Scirpus halleri Vill.
- Scirpus pauciflorus Lightf.
- Scirpus pauciflorus var. fernaldii (Svenson) Hiitonen
- Scirpus quinqueflorus Hartmannbasionym
- Scirpus sepium Honck.
- Trichophorum pauciflorum (Lightf.) Pignatti
- Trichophorum vierhapperi (Bojko) Pignatti